# 布瓦丹冈
布瓦丹冈（法語：Boisdinghem，法語發音：[bwadɛ̃ɡɑ̃]）是法国上法蘭西大區加来海峡省的一个市镇，属于圣奥梅尔区。

## 地理
布瓦丹冈（50°44'55"N, 2°5'39"E）面积3.13 平方千米，位于法国上法蘭西大區加来海峡省，该省份为法国北部沿海省份，西北濒北海，南至索姆省，东临北部省。
与布瓦丹冈接壤的市镇（或旧市镇、城区）包括：莫兰盖姆、凯尔姆、阿坎-韦斯特贝库尔。
布瓦丹冈的时区为UTC+01:00、UTC+02:00（夏令时）。

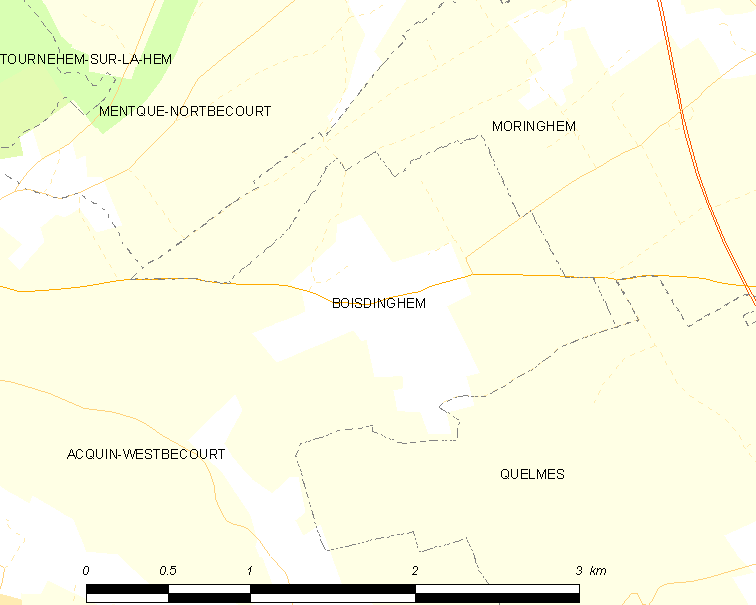
布瓦丹冈的OSM定位图

## 行政
布瓦丹冈的邮政编码为62500，INSEE市镇编码为62149。

## 政治
布瓦丹冈所属的省级选区为兰布尔县。

## 人口

1962-2008年间布瓦丹冈人口变化图示

布瓦丹冈于2022年1月1日时的人口数量为255人。